# Exoprosopa pusilla
Exoprosopa pusilla är en tvåvingeart som beskrevs av Macquart 1840. Exoprosopa pusilla ingår i släktet Exoprosopa och familjen svävflugor. Inga underarter finns listade i Catalogue of Life.